# Arthur Aesbacher
Arthur Aesbacher es un artista de origen suizo, nacido en Ginebra el año 1923.
Después de estudiar en Ginebra y París - la Grande Chaumière y Académie Julian - Arthur Aesbacher, fue ayudante de Fernand Léger; trabajó pronto con carteles rasgados, para su usados como materia pictórica, a diferencia de los Nuevos Realistas.
Los carteles rotos se utilizan para producir reconstrucciones formales. El trabajo sobre la tipografía se convierte, a partir de entonces, en el foco de su trabajo.
Su trabajo sobre la escisión de la tipografía le hace, en palabras de Pierre Restany, "un cartelista que no es un nuevo realista".